# مجلس وزراء الأمن السيبراني العرب
مجلس وزراء الأمن السيبراني العرب، هو مجلس مؤلف من الوزراء العرب المعنيين بشؤون الأمن السيبراني، أنشئ بناءً على مقترح تقدمت به المملكة العربية السعودية، واعتمد قادة الدول العربية النظام الأساسي للمجلس في اجتماع مجلس جامعة الدول العربية على مستوى القمة (33)، الذي انعقد في المنامة عاصمة البحرين في 16 مايو 2024، يقع المجلس ضمن نطاق جامعة الدول العربية، ويعمل تحت مظلة مجلس الجامعة، ومقره الدائم يقع في العاصمة السعودية الرياض.

## مهام المجلس
- رسم السياسات العامة ووضع الإستراتيجيات والأولويات التي من شأنها تطوير العمل العربي المشترك في الأمن السيبراني.
- تعزيز مبادرات وبرامج الأمن السيبراني.
- النظر في جميع موضوعات ومستجدات الأمن السيبراني على المستويات الأمنية والاقتصادية والتنموية والتشريعية.[4]

## أهداف المجلس
- تنمية وتوثيق التعاون، وتنسيق الجهود بين الدول العربية في جميع الجوانب المتعلقة بموضوعات الأمن السيبراني.
- تبادل المعرفة والخبرات والدراسات والتجارب ذات العلاقة بالأمن السيبراني.
- العمل على حماية مصالح الدول الأعضاء بالجامعة في المنظمات الدولية ذات الصلة بمجال الأمن السيبراني، من خلال التنسيق المشترك، وتوحيد الموقف العربي فيما يتعلق بالأمن السيبراني أمام المنظمات والكيانات الدولية.
- الإسهام في الوصول إلى فضاء سيبراني عربي آمن وموثوق.[1]

## الأمناء العامون للمجلس
- إبراهيم بن صالح الفريح، عُين في 24 ديسمبر 2024 ولمدة خمس سنوات.[5]

## دورات المجلس
الدورة العادية الأولى: استضافت السعودية، ممثلة بالهيئة الوطنية للأمن السيبراني، في 23 ديسمبر 2024، الاجتماع الأول لمجلس وزراء الأمن السيبراني العرب، بحضور المسؤولين المعنيين بمجال الأمن السيبراني في الدول الأعضاء بجامعة الدول العربية، إلى جانب الأمين العام لجامعة الدول العربية أحمد أبو الغيط. وكان من ضمن أعمال الدورة إعداد الاستراتيجية العربية للأمن السيبراني، وإقامة التمارين السيبرانية المشتركة، ومجموعة من أوراق العمل المقدمة من الدول الأعضاء في جامعة الدول العربية، التي تعزيز التعاون في مجال الأمن السيبراني على المستوى العربي.